# Julia Maesa
Pour les articles homonymes, voir Julia.
Julia Maesa (vers 170 - vers 224), d'origine syrienne, est impératrice romaine de 218 à (env.) 224. Belle-sœur de Septime Sévère et tante de Caracalla, elle est renvoyée en Syrie après l'assassinat de ce dernier en 217. Elle reprend le pouvoir au profit de ses jeunes petits-fils, Héliogabale et Sévère Alexandre et gouverne à leur place.

## Biographie

### Une matrone issue d'une famille noble
Née dans la seconde moitié du IIe siècle (vers 170), Julia Maesa était la fille (aînée ?) de Julius Bassianus,  grand-prêtre d'Emèse (aujourd'hui Homs, en Syrie), et la sœur de Julia Domna.
Elle épouse un lointain cousin, Caius Julius Avitus Alexianus, un sénateur romain d'origine syrienne, dont elle eut deux filles : Julia Soaemias Bassiana et Julia Avita Mamaea. Quand sa sœur Julia Domna, qui avait épousé Septime Sévère, devient impératrice en 193, Julia Maesa s'installe à Rome avec sa fille Julia Soaemias. L'usurpateur Macrin qui élimine en 217 son neveu l'empereur Caracalla la renvoie à Émèse avec sa sœur Julia Domna et l'autorise à conserver sa fortune. Julia Domna décède peu après, soit de maladie, soit par suicide selon Dion Cassius et Hérodien. À Émèse,  son petit-fils Varius Avitus Bassianus, fils de Julia Soaemias, est grand-prêtre du dieu Élagabal.

### La restauration des Sévères
Selon Dion Cassius, en 218, de retour en Syrie, elle s'entendit avec Eutychinanos Comazon, préfet de camp de la Legio III Gallica, pour renverser l'empereur Macrin et faire proclamer Auguste son petit-fils Bassianus, (Héliogabale), âgé de 14 ans. Elle répandit le bruit que ce dernier n'était pas le fils du mari de Julia Soaemias, mais de Caracalla, qui aurait eu une liaison avec sa cousine. Elle utilise une partie de sa fortune pour payer les soldats, et fait proclamer Bassianus le 15 mai 218, sous le nom de Marcus Aurelius Antoninus, qui est aussi celui de son prétendu père. La IIIe Légion rencontre l'armée de Macrin le 8 juin 218 mais va être défaite, quand Maesa et sa fille Soemias, présentes sur le champ de bataille, descendent de leurs chars pour exhorter les soldats à reprendre le dessus. Macrin s'enfuit et est tué peu après. 
Victorieuse, Julia Maesa revient s'installer à Rome avec sa famille : Julia Soaemias, le jeune empereur Bassianus (Héliogabale), son autre fille Julia Mamaea avec son fils Alexianus. Partant d'Émèse et passant par Antioche puis Nicomédie, cette suite mit plus d'un an pour arriver à Rome, le 29 septembre 219.

### Une femme politique puissante
Héliogabale honora Julia Maesa en lui attribuant le titre d'Augusta avia Augusti (Augusta, grand-mère d'Auguste). Selon l'Histoire Auguste, elle entra avec Soemias au sénat avec le nouvel empereur, et Soemias fut citée comme témoin ayant assisté à sa rédaction du sénatus-consulte : il s'agit d'un exemple unique dans l'Histoire romaine, aucune autre princesse n'a bénéficié de ces prérogatives. 
De 219 à 221, Julia Maesa dirige les affaires de l'Empire avec Comazon, nommé préfet du prétoire puis consul. Son petit-fils l'empereur Héliogabale ne s'occupe que de questions religieuses, car ses fonctions de grand-prêtre du dieu Élagabal passaient pour lui avant celles d'empereur. 
Assez vite, Héliogabale se rend odieux par ses excès à une bonne partie de la noblesse sénatoriale et de la garde prétorienne. Sa grand-mère tenta de le raisonner mais sa mère soutint son comportement. Après son mariage avec une vestale, pour prévenir une révolte, Julia Maesa persuade en juin 221 Héliogabale d'adopter son jeune cousin de 13 ans, Alexianus, renommé à cette occasion Marcus Aurelius Alexander Severus, puis de le nommer César et héritier,.

### L'organisatrice du règne de Sévère Alexandre
En 222, Héliogabale revient sur cette adoption et cherche à éliminer son fils adoptif. Avec la bénédiction de Julia Maesa, une mutinerie des prétoriens éclate en faveur de Sévère Alexandre. Héliogabale et sa mère Julia Soaemias sont assassinés, et Julia Maesa fait proclamer Auguste Alexandre, prétendant qu'il était lui aussi le fils de Caracalla, issu d'une liaison avec son autre cousine Julia Mamaea.
Julia Maesa reste la dirigeante de fait de l'Empire pendant la première partie du règne de Sévère Alexandre. Elle mourut vers 224. À sa mort, elle fut déifiée comme sa sœur Domna, en 225 selon le numismate britannique Garson, et c'est sa fille l'impératrice Julia Mamaea, mère de l'empereur, qui prit sa succession.

## Numismatique
Les évènements historiques montrent que Julia Maesa a véritablement exercé le pouvoir à Rome durant le règne d'Héliogabale et durant le règne de Sévère Alexandre. Pourtant, toutes les monnaies au nom de Julia Maesa sont attribuées au règne d'Elagabal, et aucune n'a été assignée au règne de Sévère Alexandre.
On conserve de nombreuses monnaies de Maesa de type Pudicitia, représentant la Pudeur assise. Ces monnaies exposent un portrait très vieilli de la grand-mère de l'empereur et le revers ne présente jamais l'étoile, élément caractéristique du monnayage d'Héliogabale. 
Les monnaies de type Felicitas offrent aussi un visage âgé de Julia Maesa, mais une étoile dans le champ au revers permet d'attribuer ce type au règne d'Héliogabale.

### Sources antiques
- (la + fr) Auteur inconnu (trad. André Chastagnol, préf. André Chastagnol), Histoire Auguste, Robert Laffont, coll. « Bouquins », 1994, CLXXXII + 1244 (ISBN 2-221-05734-1), sur Wikisource Vie d’Antonin Héliogabale.
- Dion Cassius, Roman history, books 71-80, édition d'Earnest Cary, Londres (Loeb Classical Library, Harvard University Press), 2001.
- Hérodien, Histoire des empereurs romains, De Marc Aurèle à Gordien III, traduction de Denis Roques, Les Belles Lettres, collection La roue à livres, Paris, 2004.

### Ouvrages contemporains
- Paul Petit, Histoire générale de l’Empire romain, Seuil, 1974, 800 p. (ISBN 2020026775).